# Enten-Eller leg
Enten-Eller leg, er en leg, der går ud på, at en person stiller et simpelt spørgsmål med kun to svarmuligheder. En anden person skal så give sit svar, og derefter selv stille et nyt enten-eller spørgsmål til besvarelse af en ny person. Sådan kan legen fortsætte i det uendelige.
Eksempel på spørgsmål: Lækreste drik: kaffe eller te?